# Грохот (приток Демины)
Грохот — река в России, протекает в Калужской и Смоленской областях. Устье реки находится в 32 км по левому берегу реки Демина. Длина реки — 24 км, площадь водосборного бассейна — 113 км². На реке расположены деревня Оселье сельского поселения «Село Павлиново» Спас-Деменского района Калужской области, деревня Ширково Теренинского сельского поселения Ельнинского района Смоленской области.

## Данные водного реестра
По данным государственного водного реестра России относится к Окскому бассейновому округу, водохозяйственный участок реки — Угра от истока и до устья, речной подбассейн реки — Бассейны притоков Оки до впадения Мокши. Речной бассейн реки — Ока.
Код объекта в государственном водном реестре — 09010100412110000020538.

### Притоки (км от устья)
- 12,8 км: река Бывалочка (лв)